# XLIII Krajowy Festiwal Piosenki Polskiej w Opolu
XLIII Krajowy Festiwal Piosenki Polskiej w Opolu odbył się w dniach 2 – 4 czerwca 2006 roku.
Relacje z opolskiego Festiwalu można było obejrzeć nie tylko w TVP1, ale także w internecie, na stronie iTVP.pl.
Rzecznikiem festiwalu był Hirek Wrona.

## Koncert „SuperJedynki 2006”
- Koncert odbył się 2 czerwca 2006.
- Prowadzący: Tomasz Kammel i Krzysztof Skiba[1].

### Lista nominowanych
Płyta popBlog 27 – <LOL>, Beata Kozidrak – Teraz płynę, Virgin – Ficca
Płyta rockHey – Echosystem, Bracia – Fobrock, Szymon Wydra & Carpe Diem – Bezczas
Płyta hip hopJeden Osiem L – Słuchowisko, Verba – Dwudziesty pierwszy listopada, Sistars – A.E.I.O.U.
Płyta alternatywnaMosqitoo – Mosqitoo Music, Negatyw – Manchester, Pati Yang – Silent Treatment
Płyta literackaAnna Maria Jopek – Niebo, Maria Peszek – Miasto mania, Różni wykonawcy – Oratorium Tu Es Petrus
Przebój rokuKasia Cerekwicka – Na kolana, Goya – Smak słów, Urszula – Dziś już wiem
Wykonawca rokuMaryla Rodowicz, Beata Kozidrak, Goya

## Koncert „Premiery 2006”
- Koncert odbył się 3 czerwca 2006.
- Prowadzący: Maciej Orłoś i Waldemar Malicki[2].
- Najwięcej głosów telewidzów otrzymał utwór Szansa w wykonaniu zespołu Virgin. Utwór został zaprezentowany podczas Festiwalu Jedynki w Sopocie.

Pierwsza piątka głosowania telewidzów:
1. Virgin – Szansa
2. Edyta Górniak – Cygańskie serce
3. Budka Suflera – Zgubiłem cię
4. Maanam – W sercu mojego serca
5. Krzysztof Kiljański – Otulmy się miłością

Ponadto w konkursie udział wzięli: Blue Café, Robert Chojnacki, Paweł Kukiz, Ewelina Flinta, Łzy, Marcin Rozynek, Ryszard Rynkowski, Urszula i Zakopower.

## Kabareton „Kabaretowa rewelacja roku pt. Kataryniarze”
- Koncert odbył się 3 czerwca 2006.
- Prowadzący: Artur Andrus

Wykonawcy:
- Kabaret Moralnego Niepokoju
- Kabaret Słuchajcie
- Łowcy.B
- Grupa MoCarta
- Kabaret Koń Polski
- Kabaret pod Wyrwigroszem
- Ireneusz Krosny
- Formacja Chatelet
- Kabaret DNO
- Kabaret Neo-Nówka

## Koncert „Świat w obłokach” w hołdzie dla Marka Grechuty
- Koncert odbył się 4 czerwca 2006.[3]
- Prowadzący: Grzegorz Turnau
- W jubileuszowym koncercie poświęconym Jego twórczości czołowi polscy artyści, a obok nich młodzi wykonawcy, rozpoczynający sceniczną karierę zaprezentowali kilkanaście utworów z wielkiego dorobku tego znakomitego poety, kompozytora, aranżera i wokalisty. Były to najbardziej charakterystyczne piosenki dla kolejnych etapów jego artystycznej drogi.
- Koncert miał formę poetyckiego widowiska, w którym solistom i muzykom towarzyszyły plastyczne obrazy tworzone środkami teatralnymi. W widowisku wzięła  udział grupa młodych aktorów, którzy budowali z przestrzennych form barwne kompozycje połączone z projekcjami na diodowych ekranach.

Wykonawcy:
- TANGO ANAWA – Sławek Uniatowski, Zbigniew Wodecki, Jan Kanty Pawluśkiewicz
- NIE DOKAZUJ – Krzysztof Kiljański
- NIEPEWNOŚĆ – Kuba Badach, Dorota Miskiewicz, + 8-osobowy chór bez muzyków
- BĘDZIESZ MOJĄ PANIĄ – Andrzej Piaseczny
- WESELE ,W DZIKIE WINO ZAPLĄTANI – Sebastian Karpiel-Bułecka z zespołem Zakopower
- GAJ – Anna Maria Jopek i Grzegorz Turnau
- OCALIĆ OD ZAPOMNIENIA – Anna Maria Jopek
- ŚWIECIE NASZ – Natalia Kukulska
- KOROWÓD – Tomasz Makowiecki
- WĘDRÓWKA – Adam Nowak z zespołem Raz Dwa Trzy
- MOTOREK – Zbigniew Zamachowski
- BOLĄ MNIE NOGI – Maria Peszek, Wojciech Waglewski, Emade
- KANTATA – Zbigniew Wodecki
- GDZIEKOLWIEK – Grzegorz Turnau
- DNI, KTÓRYCH JESZCZE NIE ZNAMY – Grzegorz Turnau, Dorota Miśkiewicz, Mieczysław Szcześniak
- HOP, SZKLANKĘ PIWA! – TRYPTYK WG WITKACEGO Maryla Rodowicz
- ŚWIAT W OBŁOKACH – wszyscy wykonawcy

## Kabareton „101 lat polskiego kabaretu”
- Koncert odbył się 4 czerwca 2006.
- Prowadzący: Andrzej Poniedzielski
- Scenariusz i reżyseria: Olga Lipińska

Wykonawcy:
- Irena Kwiatkowska
- Wiesław Gołas
- Wiesław Michnikowski
- Krzysztof Kowalewski
- Wojciech Pokora
- Hanna Śleszyńska
- Irena Tyl
- Monika Dryl
- Anna Sroka
- Krzysztof Tyniec
- Marek Siudym
- Kacper Kuszewski
- Jacek Wójcicki
- Władysław Grzywna
- Czesław Majewski
- Limo

i inni

## Debiuty
Nagrodę im. Anny Jantar – Karolinkę – otrzymał Jarecki. Wygrał debiuty piosenką Leń.
Koncert odbył się 1 czerwca 2006 roku.
Program ilustrujący Debiuty prowadzili Kasia Kozłowska i Hirek Wrona; emisja była 8 czerwca w TVP1.
Uczestnicy:
1. Urban Noiz
2. Revolucja
3. Hype
4. Superpuder
5. Fancy Group
6. Andrzej Bachleda
7. Anna Szarmach
8. Que Passa
9. Jarecki
10. Karolina Szarubka